# ÖSPAG

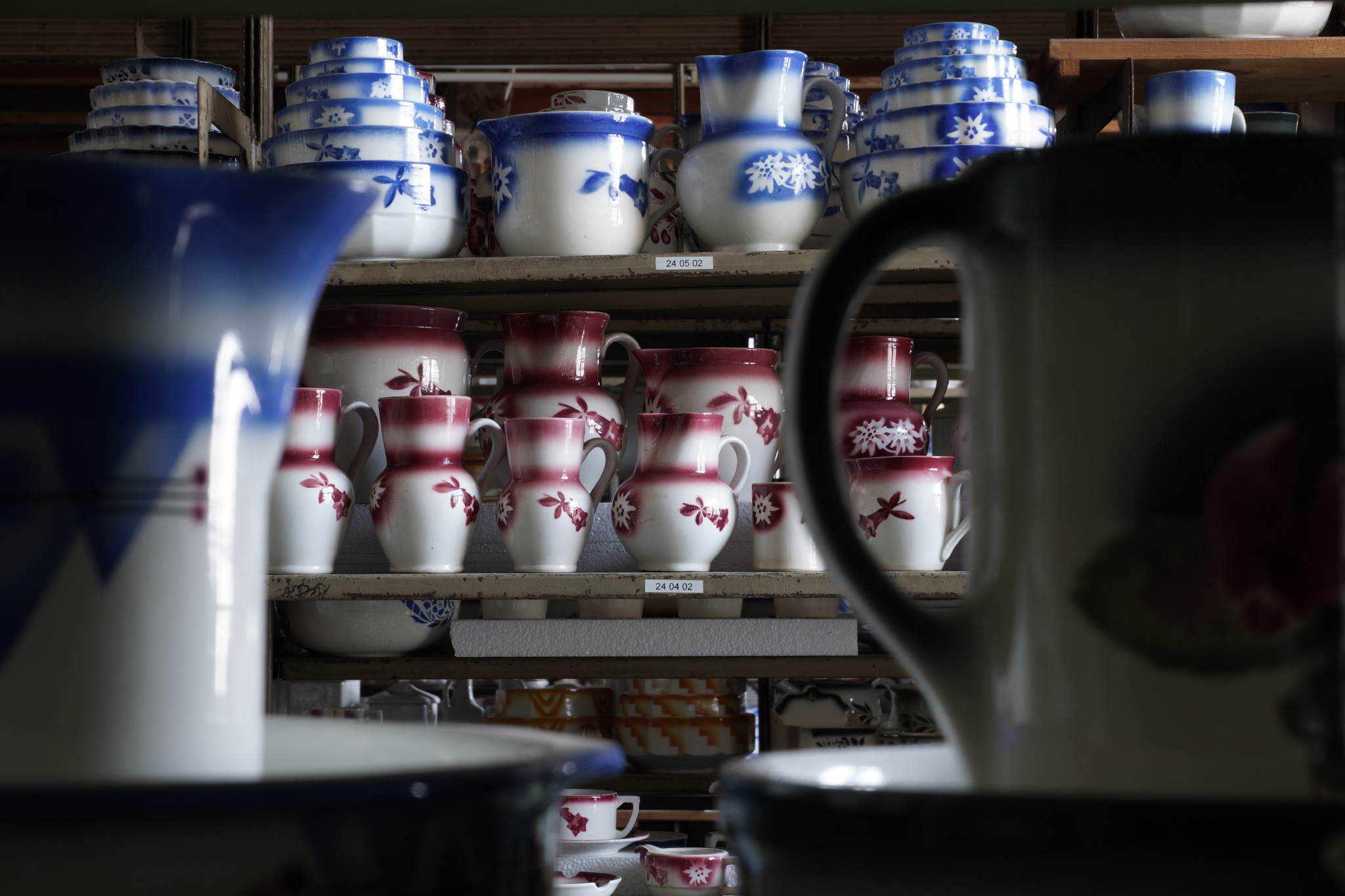
Wilhelmsburger Steingut-Schaudepot

Die ÖSPAG  (Österreichische Sanitär-Keramik und Porzellan-Industrie AG) war eine österreichische Porzellan- und Keramikfabrikationsstätte.

## Überblick
Im Jahr 1960 wurde für den Keramikhersteller mit Produktionsort in Wilhelmsburg die Bezeichnung ÖSPAG (Österreichische Sanitär-Keramik und Porzellan-Industrie AG) eingeführt. Die Firma verblieb auch nach der Übernahme der Fabrik durch den Schweizer Konzern Keramik Holding AG Laufen (im Jahr 1967) und nach der Beendigung der Geschirrproduktion in Wilhelmsburg (der Verlegung der Fertigung nach Tschechien im Jahr 1997). Erst im Jahr 2003 wurde die Firma aus dem österreichischen Firmenbuch gestrichen.

## Geschichte
Im niederösterreichischen Wilhelmsburg wurde am Standort der Winckhl-Mühle an der Traisen um 1795 eine Steingutproduktion aufgenommen. Am 9. Juni 1865 gründete Rudolf Strohmayer die Wilhelmsburger Steingut- und Porzellan-Fabrik. Richard Lichtenstern führte das Unternehmen um die Jahrhundertwende zur größten Steingutgeschirrfabrik in Österreich-Ungarn. Er kaufte im Jahr 1912 in Znojmo (Znaim) die Sanitär-Steingutfabrik Rudolf Ditmars Erben und in Teplitz-Schönau die Steingutfabrik der Brüder Urbach. Während des Zweiten Weltkrieges wurden alle drei Werke durch die Nationalsozialisten enteignet und nach dem Krieg die beiden Werke in Znaim und Teplitz durch die tschechoslowakische Regierung verstaatlicht. Ende der 1960er Jahre wurden im Werk Wilhelmsburg große Modernisierungsmaßnahmen durchgeführt. Der damalige Eigentümer Conrad Henry Lester entschied, einen eigenen Markennamen für das Porzellan einzuführen, und wählte den in Österreich bis heute bekannten Namen Lilien-Porzellan. Unter diesem Namen wurde unter anderem die Serie Daisy erzeugt. Die Geschäftsleitung befand sich im 1. Wiener Bezirk. Ferner gab es noch eine Produktion im Werk Gmunden Engelhof, ebenfalls für die Erzeugung von Lilien-Porzellan und Sanitär-Keramik (Austrovit). 1997 wurde die Geschirr-Porzellanfabrik in Österreich geschlossen.

## Aktuelles
Heute befindet sich am authentischen Ort – der Winckhl-Mühle – das Wilhelmsburger Geschirr-Museum, welches seit dem Jahr 2007 öffentlich zugänglich ist. Zu sehen ist eine Dauerausstellung zum Thema Lilien-Porzellan sowie seit 2015 das neu errichtete Wilhelmsburger Steingut-Schaudepot, welches über 11.000 historische Objekte aus der über 200-jährigen Geschirr-Tradition in Wilhelmsburg zeigt.

## Firmen
- 1865: k.k. priv. Wilhelmsburger Steingut und Porzellan-Fabrik Rudolf Strohmayer
- 1883: Firma Gebrüder Lichtenstern
- 1919: Wilhelmsburger Steingutfabriks G. m. b. H.
- 1925: Wilhelmsburger Steingutfabrik Lichtenstern & Co
- 1932: Wilhelmsburger Steingutfabrik A. G.
- 1935: Wilhelmsburger Steingut- und Porzellanfabrik A. G.
- 1938: Ostmark Keramik Aktiengesellschaft
- 1946: Österreichische Keramik AG
- 1960: Österreichische Sanitär-Keramik und Porzellan-Industrie AG (kurz ÖSPAG)